# Alois Weimer
Alois Weimer (* 1. Juni 1930 in Waldernbach; † 22. März 2016) war ein deutscher Lehrer und Autor zahlreicher Sachbücher, etwa von Reiseführern.

## Leben
Alois Weimer war der Sohn eines Bauern im Westerwald. Er besuchte das Gymnasium Philippinum Weilburg und studierte in Frankfurt am Main Germanistik. Im Mai 1955 heiratete er die aus Südmähren stammende Wilhelmine „Helma“ Kuhn, die ebenfalls Lehrerin war. Von 1958 bis 1992 war Alois Weimer Lehrer am Grimmelshausen-Gymnasium in Gelnhausen. Er habilitierte über die augustinische Theologie in der mittelalterlichen Dichtung und lehrte zwischenzeitlich in Portugal an der Deutschen Schule zu Porto und an der philosophischen Fakultät der Katholischen Universität Portugal in Braga. Weimer war freier Mitarbeiter beim Reiseblatt der Frankfurter Allgemeinen Zeitung.
Sein Sohn ist der Journalist und Verleger Wolfram Weimer.

## Veröffentlichungen

### Als Autor
- Portugal: Reisen mit Insider-Tips, Ostfildern: Mairs Geographischer Verlag, 2002, ISBN 978-3-8297-0166-2

Übersetzungen ins Französische, Spanische, Finnische, Ungarische und Niederländische
- Galicien: Reisen mit Insider-Tips, Ostfildern: Mairs Geographischer Verlag, 1997, ISBN 978-3-89525-303-4

Übersetzung ins Niederländische

### Als Herausgeber
- Bretagne: ein Reiselesebuch, Hamburg: Ellert & Richter Verlag, 2008, ISBN 978-3-8319-0307-8
- Gebete der Dichter: große Zeugnisse aus 12 Jahrhunderten, Düsseldorf: Patmos, 2006, ISBN 978-3-491-72506-5
- Zwischen Rebstöcken und Zeilen: ein Wein-Lese-Buch, Frankfurt/Main: Frankfurter Allgemeine Buch, 2001, ISBN 978-3-933180-57-5
- Mit Goethe zum Gewinn: ein Literatur-Lesebuch für Manager, Frankfurt/Main: Frankfurter Allgemeine Zeitung, Verlags-Bereich Wirtschaftsbücher, 1995, ISBN 978-3-929368-42-0
- Mit Platon zum Profit: ein Philosophie-Lesebuch für Manager, Frankfurt/Main: Frankfurter Allgemeine Zeitung, Verlags-Bereich Wirtschaftsbücher, 1995, ISBN 978-3-929368-29-1